# 1982 у Миколаєві
| Роки в Миколаєві ← • 1901 • 1902 • 1903 • 1904 • 1905 • 1906 • 1907 • 1908 • 1909 • 1910 • 1911 • 1912 • 1913 • 1914 • 1915 • 1916 • 1917 • 1918 • 1919 • 1920 • 1921 • 1922 • 1923 • 1924 • 1925 • 1926 • 1927 • 1928 • 1929 • 1930 • 1931 • 1932 • 1933 • 1934 • 1935 • 1936 • 1937 • 1938 • 1939 • 1940 • 1941 • 1942 • 1943 • 1944 • 1945 • 1946 • 1947 • 1948 • 1949 • 1950 • 1951 • 1952 • 1953 • 1954 • 1955 • 1956 • 1957 • 1958 • 1959 • 1960 • 1961 • 1962 • 1963 • 1964 • 1965 • 1966 • 1967 • 1968 • 1969 • 1970 • 1971 • 1972 • 1973 • 1974 • 1975 • 1976 • 1977 • 1978 • 1979 • 1980 • 1981 • 1982 • 1983 • 1984 • 1985 • 1986 • 1987 • 1988 • 1989 • 1990 • 1991 • 1992 • 1993 • 1994 • 1995 • 1996 • 1997 • 1998 • 1999 • 2000 • → |

1982 у Миколаєві — список важливих подій, що відбулись у 1982 році в Миколаєві. Також подано перелік відомих осіб, пов'язаних з містом, що народились або померли цього року, отримали почесні звання від міста.

## Події

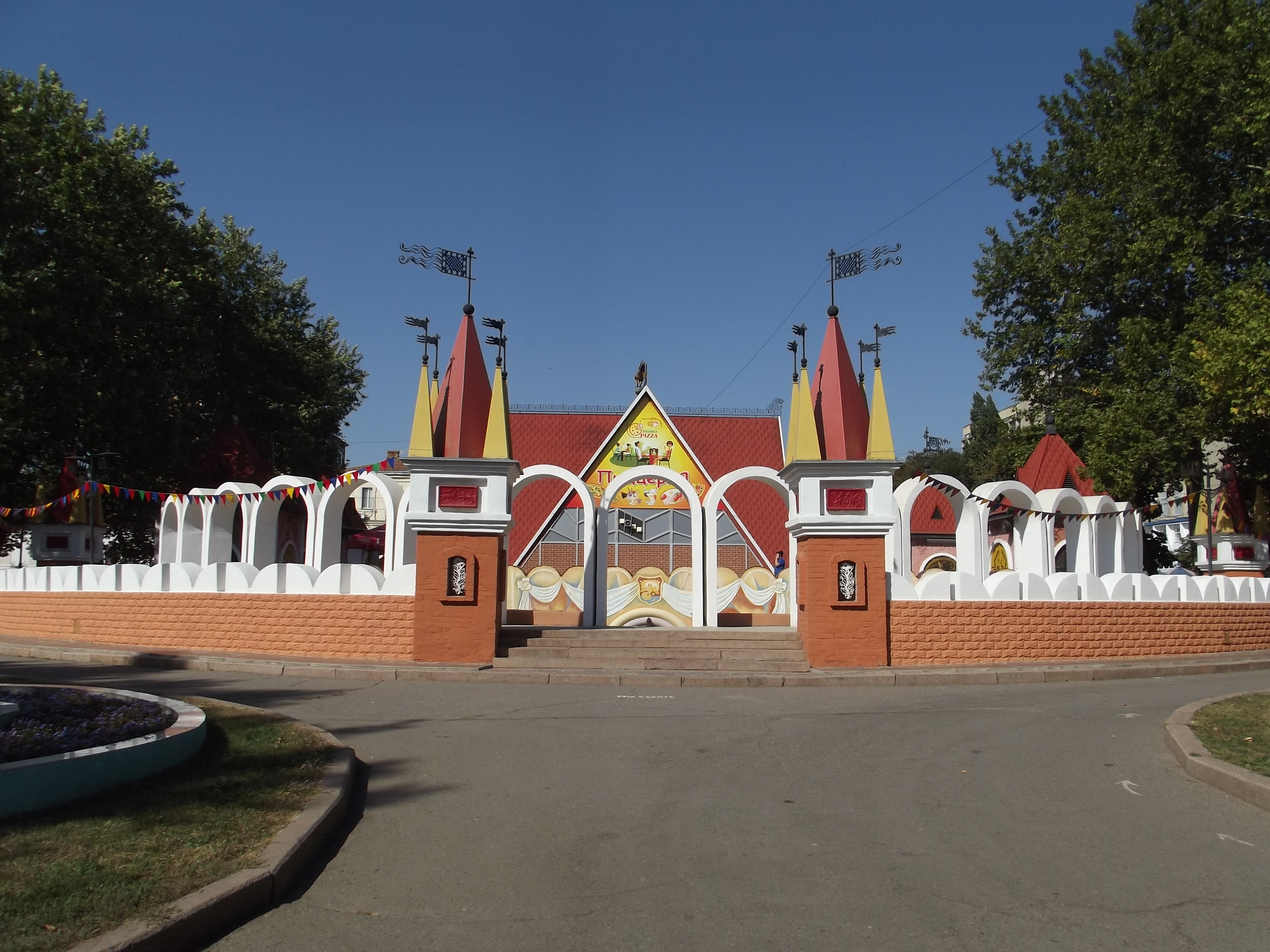
Дитяче містечко «Казка»

- 19 травня відкрито дитяче містечко «Казка».
- 20 вересня у Кримській астрофізичній обсерваторії українським астрономом Миколою Степановичем Черних відкритий Астероїд головного поясу 8141 Nikolaev, названий на честь Миколаєва.
- На Миколаївському суднобудівному заводі імені 61 комунара спущено на воду другий корабель проєкту 1164 «Атлант» — ракетний крейсер «Маршал Устинов».
- Київське шосе перейменовано на проспект Героїв Сталінграда, що у 2016 перейменований на проспект Героїв України.
- 31 грудня відбувся пуск тролейбуса через Інгульський міст.

## Особи

### Очільники
- Олександр Молчанов змінив Івана Канаєва на посаді голови виконавчого комітету Миколаївської міської ради.
- 1-й секретар Миколаївського міського комітету КПУ — Едуард Шорін.

### Почесні громадяни
- Болдирєв Олексій Гаврилович (нар. 1931, Татаріно, Острогозький район, Воронезька область, РРФСР — 2015) — Заслужений будівельник УРСР (1963), Герой Соціалістичної Праці (1974). За його участю збудовано багато промислових об'єктів, в тому числі будівлі Миколаївського заводу силікатних виробів, Миколаївського глиноземного заводу, готелю «Миколаїв»., нового аеропорту, спорткомплексу «Надія», а також збудовано багато житлових будинків у Миколаєві.
- Губарєв Олексій Олександрович (нар. 29 березня 1931, с. Гвардійці, Борський район, Куйбишевська область, РРФСР — пом. 21 лютого 2015) — льотчик-космонавт СРСР, двічі Герой Радянського Союзу, генерал-майор (1983).
- Цибань Микола  Григорович (нар. 19 грудня 1915, Миколаїв — пом. 21 квітня 1987, Миколаїв) — український радянський діяч, директор Південного турбінного заводу (наукового виробничого об'єднання «Зоря») у місті Миколаєві. Герой Соціалістичної Праці (25.07.1966). Кандидат у члени ЦК КПУ (1966—1971). Член ЦК КПУ (1971—1981).

## Життєпис

### Народились
- Березіна Дарина Юріївна (нар. 19 червня 1982, Миколаїв) — українська поетеса, прозаїк, перекладач, драматург, член Національної спілки письменників України.
- Спірюхова Світлана Анатоліївна (нар. 5 квітня 1982, Миколаїв) — українська веслувальниця (академічне веслування), чемпіонка світу та Європи, учасниця Олімпійських ігор, Заслужений майстер спорту України.
- Діденко Анатолій Олександрович (нар. 9 червня 1982, Миколаїв) — український футболіст, нападник.
- Бутніцький Олег Олександрович (нар. 29 березня 1982, м. Миколаїв) — український військовослужбовець, десантник, майор Збройних сил України. Кавалер ордена Богдана Хмельницького III ступеня.
- Сисоєнко Ірина Володимирівна (нар. 6 березня 1982, Миколаїв) — українська політик та громадська діячка, народний депутат VIII скликання, заступник Голови Комітету Верховної Ради України з питань охорони здоров'я. Пройшла до ВРУ під № 25 списку партії "Об'єднання «Самопоміч».
- Ліщинський Віталій Володимирович (нар. 3 липня 1982, Тернопіль) — український борець греко-римського стилю, бронзовий призер чемпіонату Європи, переможець Кубку світу. Майстер спорту України міжнародного класу. Тренувався в Миколаївській обласній організації ФСТ «Динамо» України.
- Сєнкевич Олександр Федорович (нар. 4 лютого 1982, Миколаїв) — український підприємець, міський голова Миколаєва з 24 листопада 2015.
- Косміна Наталія Борисівна ({н|а}} 8 листопада 1982) — українська спортсменка з настільного тенісу. Чемпіонка Літніх Паралімпійських ігор. Майстер спорту України міжнародного класу. Займається настільним тенісом у Миколаївському регіональному центрі з фізичної культури і спорту інвалідів «Інваспорт».
- Орлатий Андрій Миколайович (нар. 25 січня 1982, Донецьк) — український футболіст, що грав на позиції захисника. У складі футбольного клубу «Миколаїв» провів 62 матчі, забив 2 голи.
- Чумак Роман Юрійович (нар. 1 жовтня 1982, Дніпропетровськ) — український футболіст та футбольний тренер, воротар клубу МФК «Миколаїв». У складі футбольного клубу «Миколаїв» провів 53 матчі, у складі клубу «Миколаїв-2» — 7 матчів. Після завершення спортивної кар'єри працював тренером воротарів в МФК «Миколаїв» та «Миколаїв-2».
- Буличев Юрій Петрович (нар. 12 жовтня 1982, Харків) — український футболіст, захисник. У складі футбольного клубу «Миколаїв» провів 83 матчі, забив 2 голи.
- Бреус Євгенія Леонідівна (нар. 25 листопада 1982, Миколаїв) — українська фехтувальниця на візках (шабля та шпага). Бронзовий призер літніх Паралімпійських ігор 2016 на шпазі, срібний (шпага командна) та бронзовий призер(шабля лічна) літніх Паралімпійських ігор 2020. Заслужений майстер спорту України.
- Демидова Олена Валентинівна (нар. 16 червня 1982, Миколаїв) — українська стрибунка у висоту, майстер спорту міжнародного класу (2010), багаторазова призерка Чемпіонатів та Кубків України, міжнародних змагань з легкої атлетики.
- Прокопенко Дмитро Кирилович (нар. 7 квітня 1982, Миколаїв) — український академічний веслувальник, призер чемпіонатів світу та Європи.

### Померли
- Єгоров Євген Павлович (нар. 20 січня 1908, Основа, Одеська область–пом. 21 жовтня 1982, Миколаїв) — радянський суднобудівник, вчений і організватор в галузі будування підводних човнів, багаторічний директор (1952—1972) об'єднання «Севмаш»; доктор технічних наук, професор, лауреат Ленінської премії, Герой Соціалістичної Праці.
- Григурко Іван Сергійович (нар. 15 лютого 1942, Волярка, Окнянський район, Одеська область — 21 серпня 1982, Миколаїв) — український прозаїк, публіцист, член Спілки письменників України.
- Чубов Юхим Федорович (нар. 2 лютого 1903, с. Анчекрак (нині с. Кам'янка Очаківського району Миколаївської області) Анчекрак-Іллінської волості Одеського повіту Херсонської губернії — пом. 3 лютого 1982 р., Миколаїв) — кандидат технічних наук, інженер-підполковник, директор Миколаївського кораблебудівного інституту з 1940 по 1965 рр.